# 河源鏢鱸
河源鏢鱸為輻鰭魚綱鱸形目鱸亞目河鱸科鏢鱸屬的其中一種，分布於美國肯塔基州及田納西州的淡水流域，體長可達6.2公分，棲息在立石底質的溪流。